# Arma

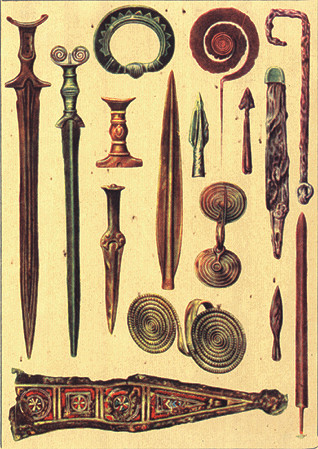
Armes de l'edat del bronze

Una arma és un estri, eina, útil o dispositiu concebut per a neutralitzar, ferir o matar éssers vius, o per a destruir edificis o objectes, generalment en el marc d'una guerra o una altra classe de conflicte. Pot ésser utilitzada contra éssers humans en tasques d'atac, defensa i destrucció de forces o instal·lacions enemigues, o simplement com una efectiva amenaça. Una arma és per tant un dispositiu que amplia la direcció i la magnitud d'una força. Segons una altra interpretació, podrien definir-se com els dispositius més simples que utilitzen avantatges mecàniques per a multiplicar una força.
Són armes, per exemple, l'espasa, el fusell, el tanc, el caça bombarder i la bomba atòmica. Hi ha estris, i fins i tot objectes naturals, que es poden emprar com a armes, però que no ho són pròpiament, perquè no han estat concebuts específicament com a tals, sinó que llur funció originària és una altra. Per exemple, una pedra, un ganivet o una agulla.
D'altra banda, en el camp de l'organització militar el terme arma designa també cadascuna de les branques combatents en què s'estructura internament cadascun dels exèrcits segons el camp d'especialització. Per exemple, són armes de l'exèrcit de terra la infanteria, la cavalleria, l'artilleria, etc. Si aquestes branques no són combatents, sinó que tenen caire logístic, organitzatiu o de suport, s'anomenen «cossos» (per exemple, el cos d'intendència).

## Funcions bàsiques
Les armes tenen diverses funcions:
1. Concentrar pressió. La vora afilada d'una pedra trencada o un pal punxegut aplicaran més força per unitat d'àrea i farà molt més mal que el costat sense tall o punta. La duresa del material determina la capacitat d'aplicar o resistir la pressió.
2. Energia acumulada. Un objecte acumula energia cinètica mentre la persona l'accelera i allibera aquesta energia, en un lapse de temps més curt, sobre l'objectiu; d'aquesta manera amplifica la potència de l'objecte i el poder de la persona.
3. Força projectada. Una pedra llançada o un pal llarg permeten fer mal a un adversari a certa distància. El dany es deriva de l'energia cinètica acumulada en el trajecte, dispersada en el moment de l'impacte. Aquest és el mateix principi físic amb què es dissenyen armes contemporànies, com les bales de punta buida.

Les armes modernes poden combinar diversos d'aquests factors per a causar més destrucció.
Les armes poden ésser ofensives, és a dir, adequades perquè la transformació d'energia recaigui sobre un objectiu, o defensives, dirigides a neutralitzar, evitar o almenys absorbir part de l'energia que un enemic pugui concentrar sobre nosaltres.
En atac, les armes poden ésser utilitzades com un instrument de coacció, per contacte directe o mitjançant l'ús de projectils. Aquestes eines, per tant, van des d'una cosa tan simple com un pal esmolat a un complex aglomerat de tecnologies, com un míssil balístic intercontinental. En sentit metafòric, qualsevol cosa capaç de causar un dany pot ésser entès com a arma, i en aquest sentit s'interpreta el desenvolupament de la guerra psicològica durant els conflictes del segle xx.
Més recentment, s'han dissenyat armes no letals, dissenyades per a ésser utilitzades per grups paramilitars, forces de seguretat o fins i tot tropes en combat, i que té com a objectiu provocar danys suficients per a neutralitzar un adversari sense causar la mort i minimitzant el seu impacte sobre el medi ambient. En la pràctica, s'entén que qualsevol element capaç de danyar podria ésser considerat una arma, tot i que aqueixa no fos la seva principal funció; aquest fet depèn de les circumstàncies i finalitats amb què se les utilitzi. Un criteri similar és utilitzat en el Dret, on el puny, tot i no ésser la seva funció immediata la de danyar, pot arribar a ésser considerat una arma.

## Classificació
La distinció bàsica es dona entre, d'una banda, armes no convencionals (químiques, nuclears i bacteriològiques), que per decisió de les Nacions Unides d'ençà el 1991 també es coneixen com a armes de destrucció massiva; i, de l'altra, armes convencionals (totes les altres).
Les armes convencionals poden ésser:
- armes de contusió: porra, garrot, bastó, maça, destral, etc.
- armes llencívoles i de distància:
  - pesants, equivalent antic de l'artilleria actual: ariet, balista, catapulta…
  - d'ús individual: llança, venable, arc, ballesta, fona, bumerang…
- armes blanques, que serveixen per a tallar o punxar.
- armes de foc, que disparen projectils a distància mitjançant mecanismes i reaccions químiques.

Una altra manera de classificar l'armament és tenint present:
- Qui ho fa servir
- Com funciona
- Quin és el seu objectiu.

Aquesta categorització depèn de l'entorn de combat en el qual es fa servir l'arma, que pot ésser en terra, mar o aire, o fins i tot en l'espai. El medi en què es fa servir cada arma és la base dels criteris del seu desenvolupament, destinat a obtenir fiabilitat, simplicitat d'ús i baixos costs, així com la millor capacitat efectiva de l'arma en concret contra els altres tipus d'amenaces.

### Segons l'ús
| Categorització       | Descripció |
| -------------------- | --- |
| Arma antipersona     | destinades a ésser utilitzades per una sola persona. Les mines antipersona, o les armes curtes abasten totes les peces de petit calibre que poden ésser manejades amb una sola mà sense prejudici del moviment normal d'una persona desarmada. |
| Armament de suport   | armes d'un calibre més gran utilitzades per la infanteria, i que requereixen més d'una persona per a poder ésser utilitzades eficientment. |
| Arma de fortificació | instal·lada permanentment en una posició defensiva. |
| Arma de muntanya     | dissenyades per a ésser utilitzades específicament per unitats especialitzades en la lluita a la muntanya que operen en un terreny accidentat i en adverses condicions climatològiques.                                                        |
| Arma autopropulsada  | dissenyada per a ésser muntat com a peça primària o auxiliar en un vehicle blindat de combat. |
| Arma ferroviària     | s'instal·len sobre els vagons del tren, o poden formar part d'un tren armat. Per exemple, el canó Anzio Annie, canó Dora i el Mörser Karl. |
| Arma aèria           | dissenyades per a ésser utilitzades en els avions caça, helicòpters d'atac o qualsevol altre tipus de vehicle aeri no tripulat. |
| Arma naval           | muntades sobre un vaixell de guerra o un submarí. |
| Arma espacial        | que poden ésser disparades de l'òrbita terrestre. |

### Segons el funcionament i la construcció
| Categorització        | Descripció |
| --------------------- | --- |
| Arma d'antimatèria    | Teòricament, armes que combinarien matèria i antimatèria per a causar una poderosa explosió. |
| Tipus arc             | funcionen basant-se en una força en tensió que impulsa un projectil a una certa distància. La seva escala va d'un arc simple a l'onagre o la catapulta.                                                             |
| Artilleria            | armes de foc capaces de llançar projectils pesants-normalment explosius-a llargues distàncies. |
| Arma biològica        | estenen determinats patògens agents biològics, com l'àntrax, causants de malalties. |
| Arma química          | incorporen substàncies químiques tòxiques per a l'home, com el gas sarín utilitzat en la segona guerra mundial i pel grup terrorista Aum Shinrikyō al metro de Tòquio que provocà la mort de 27 persones.           |
| Arma energètica       | es basen en la concentració de càrregues energètiques alliberades en el tret. Hi ha els làser, armes de xoc elèctric, i armes tèrmiques i sòniques.                                                                 |
| Armes explosives      | utilitzen una explosió física per a dispersar metralla o perforar un blindatge. |
| Arma de foc           | utilitzen diferents tipus de projectils impulsats de la recambra d'una arma. |
| Arma incendiària      | es basen en l'aplicació de materials de combustió lenta a certa distància, com el llançaflames. |
| Arma atordidora       | dirigides a la reducció d'individus, minimitzant el risc de causar lesions permanents o mort. |
| Arma magnètica        | usen un camp magnètic per a accelerar i impulsar projectils, o per a dirigir un determinat feix de partícules magnèticament carregades, com el canó Gauss.                                                          |
| Arma per al cos a cos | utilitzada en distàncies curtes per a causar dany per impacte directe. |
| Míssils               | coet guiat cap al seu objectiu després de l'enlairament, i que pot anar carregat amb explosius, un cap nuclear, o material biològic.                                                                                |
| Arma nuclear          | usen material radioactiu per generar una fissió nuclear o fusió nuclear controlada, alliberant unes enormes quantitats d'energia. Com a exemples, hi ha la bomba bruta, o els dispositius de dispersió radiològica. |
| Arma primitiva        | elaborades sense elements industrials, a partir de materials obtinguts en el medi natural. |
| Arma llancívola       | impulsen un projectil amb precisió variable cap a un objectiu. |
| Coets                 | utilitzen un compost químic per a impulsar un projectil, generalment un cap explosiu, cap al seu objectiu, i que normalment no són redirigits després d'ésser disparats.                                            |
| Arma suïcida          | com un explosiu adherit que matarà el seu portador en el moment en què ho activi. Per exemple, la immolació i l'atac suïcida.                                                                                       |
| Arma relativista      | la velocitat és pròxima a la velocitat de la llum; són considerades com a armes fictícies. |

### Segons l'objectiu
| Categorització              | Descripció |
| --------------------------- | --- |
| Armes antiaèries            | que localitza, identifica i té abast eficaç per a destruir un objectiu mòbil en l'aire. |
| Arma de setge               | que està dissenyada per a identificar posicions enemigues i destruir. Aquestes armes no només s'utilitzen contra fortificacions o búnquers. Per exemple, la bomba Matra Durandal està dissenyada per a enfonsar-se diversos metres sota una pista d'enlairament abans d'explotar. |
| Arma antipersona            | està dissenyada per a atacar persones, individualment o en grups. |
| Arma basada en antiradiació | són aquelles que afecten objectius emissors de radiació electrònica, particularment emissors d'ones de radar. |

## Altres classificacions

### Armes de projectils
Són aquelles en què l'arma projecta un objecte que danya l'objectiu. En aquest grup s'hi inclouen els arcs i ballestes però també les armes de foc, d'aquelles armes que llencen una bomba o metralla fins al tanc.

### Armes de foc lleugeres
S'anomena armes lleugeres a les armes que poden ésser transportades per una persona o un vehicle lleuger, el que inclou de revòlvers fins a llançadors portàtils de míssils antiaeris. S'estima que al món hi ha uns 500 milions d'armes lleugeres en circulació, la gran major part de les quals ha estat fabricada legalment, si bé la seva distribució ha passat en molts casos per transaccions il·lícites que permeten que siguin fàcils d'aconseguir en molts llocs del món, a baix cost i sense control, i aquesta proliferació agreuja conflictes armats i les seves conseqüències. Estimacions recollides per l'OMS afirmen que cada any moren centenars de milers de persones per l'acció d'aqueixes armes i que més d'un milió resulten ferides, sovint amb seqüeles permanents.

### Armes blanques
Una arma blanca fereix amb la punta o amb el tall com l'espasa, la daga, el punyal, el sabre…

### Armes químiques
Són aquelles que usen una substància química contra l'adversari. Es van començar a desenvolupar durant la Primera Guerra Mundial (que va ésser també el conflicte en què més extensament es van fer servir), essent les primeres el clor (emprat pels alemanys) i el fosfògen (emprat pels aliats). Ambdós són gasos molt corrosius per a la pell i les vies respiratòries. Els moderns esprais atordidors també són armes químiques.

### Armes sòniques
Són aquelles que utilitzen ones sonores contra l'adversari.

## Història

### Armes prehistòriques

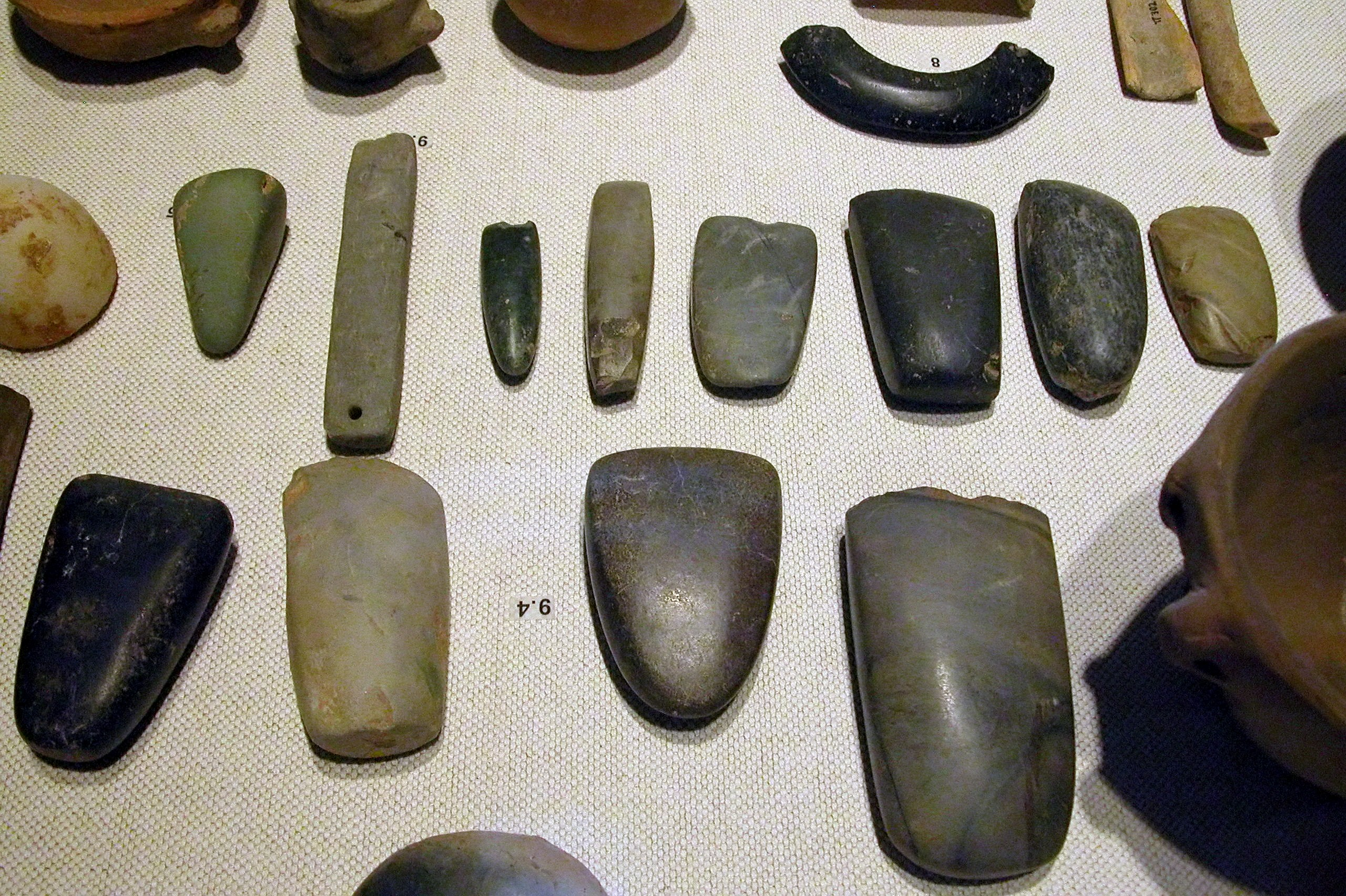
Un conjunt d'artefactes neolítics, compost per braçalets, destrals, formons, i eines per a polir.

L'observació d'altres espècies de mamífers superiors, com els ximpanzés, ofereix la possibilitat d'observar l'ús rudimentari d'eines, i les armes no escapen a aqueixa definició. Craig Stanford, expert en primats i professor d'antropologia de la Universitat del Sud de Califòrnia ha suggerit que el descobriment de "llances" rudimentàries, és a dir pals més o menys esmolats, per part dels grans simis es pot evidenciar, per analogia, el descobriment de les primeres armes utilitzades per la humanitat, fa uns cinc milions d'anys. D'una manera natural, per tant, els pals i les estaques afilades han compost el primer arsenal de la humanitat, i és més que probable que s'usessin també com a projectils, juntament amb pedres petites. Aqueixes eines van poder haver estat molt útils per a l'ésser humà quan la seva pròpia evolució biològica li feia més lent, més maldestre, més petit o més feble que altres criatures amb les quals competia pels recursos. Efectivament, en la competència contra animals proveïts de banyes, urpes, ullals esmolats o una pell impenetrable, les armes s'han de considerar com una eina molt beneficiosa per a la supervivència de l'espècie humana, que per altra banda aviat va recórrer a aquestes defenses naturals per a perfeccionar la seva propi armament.
Les primeres referències d'armes de què disposem es basen en les restes del Paleolític quan les armes s'utilitzaven per a caçar animals. Ràpidament, però, aquestes s'utilitzaven per a atacar altres éssers humans. Aquestes primeres restes corresponen a puntes de llança, fletxes, etc. Aquestes doncs es van començar a utilitzar en atacs a distància.

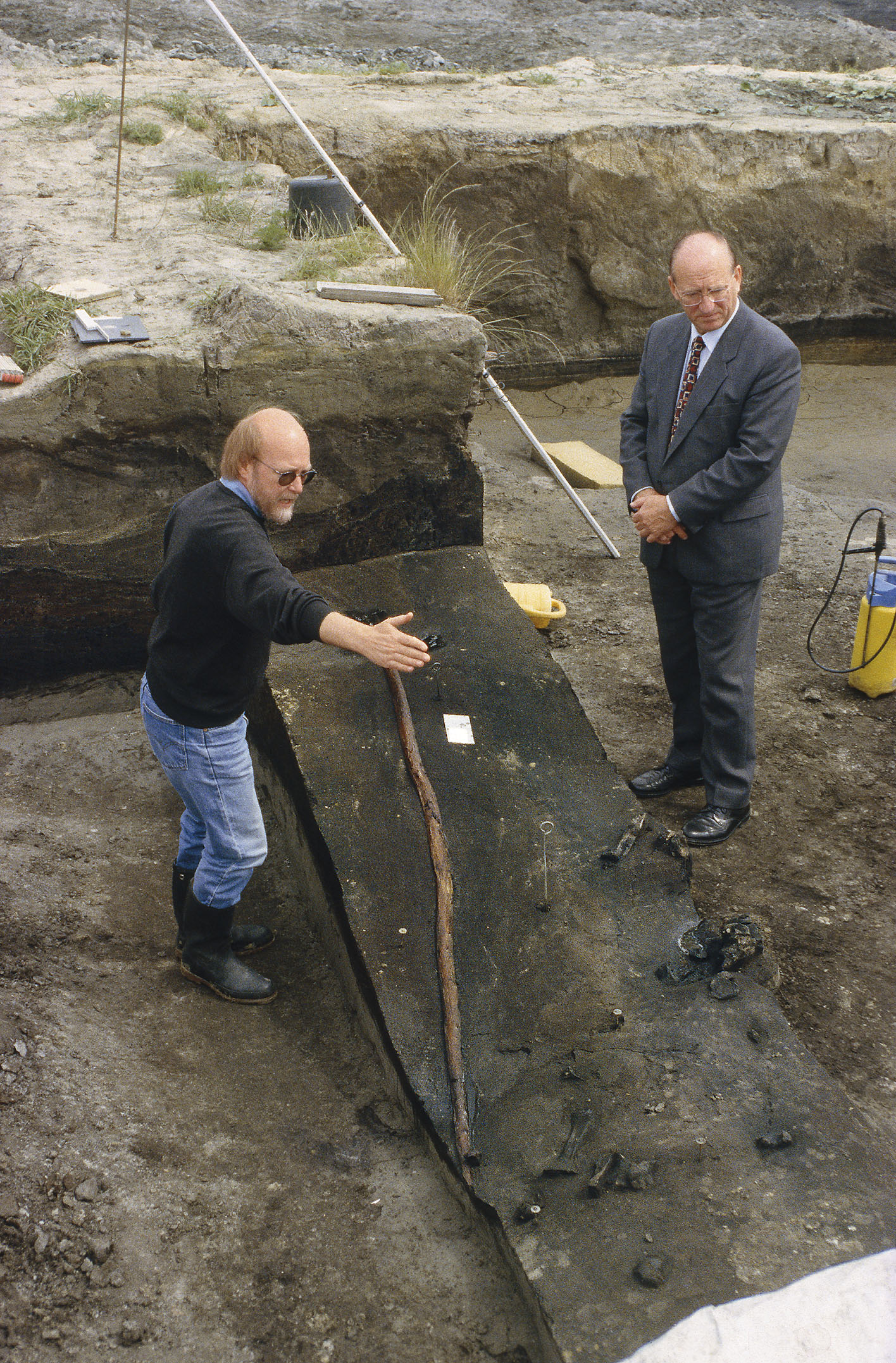
L'arqueòleg Hartmut Thieme amb una Llança de Schöningen

De qualsevol manera, les destrals de pedra són les primeres armes humanes desenvolupades específicament per a causar un dany mitjançant un contacte directe, utilitzades com un amplificador simple d'energia. Els primers projectils dels quals es té una datació fiable són vuit llances de fusta, anomenades Llances de Schöningen, d'entre 1,80 i 2,30 metres fetes amb fusta de pi fa més de 400.000 anys. Aqueixes vuit llances van ésser trobades a Schöningen, a Alemanya (entre 1995 i 1998) per un equip dirigit per Hartmut Thieme. Van ésser analitzades fins a arribar a la conclusió que d'un punt de vista aerodinàmic eren perfectes. Van ésser construïdes per artesans molt hàbils que van tenir en compte el centre de gravetat perquè la llança es desequilibrés el mínim possible durant el vol i que alhora fos fàcil de llançar. Van posar la punta una mica més pesant que la cua, de manera que el centre de gravetat no estava exactament en el mig sinó lleugerament desplaçat cap endavant. Però per a aprendre a fer llances així de perfectes, abans se n'havien d'haver fet moltes d'imperfectes. Per tant, tot i que no hi ha datacions fiables, els humans van començar a fer llances molt abans d'aprendre a fer les de Schöningen. Fa aproximadament uns 250.000 anys es va començar a utilitzar el foc per a endurir les puntes, i les primeres pedres tallades manualment com a punta de llança s'han datat al voltant del 80.000 aC. Vint mil·lennis més tard, l'arc i les fletxes van suposar una revolució en la tecnologia armamentística, en multiplicar la força exercida reduint a més l'esforç muscular de l'usuari. La primera javelina conservada es deuria utilitzar fa uns 44.000 anys. Durant l'etapa paleolítica, es van començar a utilitzar dards, més precisos que les fletxes, i l'àtlatl, una arma utilitzada com a propulsor de llances; el més antic que s'ha trobat es remunta a uns 27.000 anys.

### Neolític i edat antiga
Durant el Neolític, la densitat de població humana de la Terra havia anat creixent, aparegueren els primers assentaments estables, com per exemple, el poblat ibèric d'Ullastret, i el treball s'especialitzà, i s'anà establint una forta competència entre tribus veïnes. Aquest és el moment en què, gràcies al domini de la metal·lúrgia apareixen materials més resistents i que permet l'elaboració de les primeres armes metàl·liques. D'origen les primeres armes es deriven d'estris per a conrear la terra com per exemple, la falç o la dalla.
Així apareixen les armes de tall, d'una falç (ganivet) i biacials (espasa); les armes d'impacte o d'aixafament (maça, garrot) o les de dany mixt (tall/esclafament), com la destral i l'espasot.

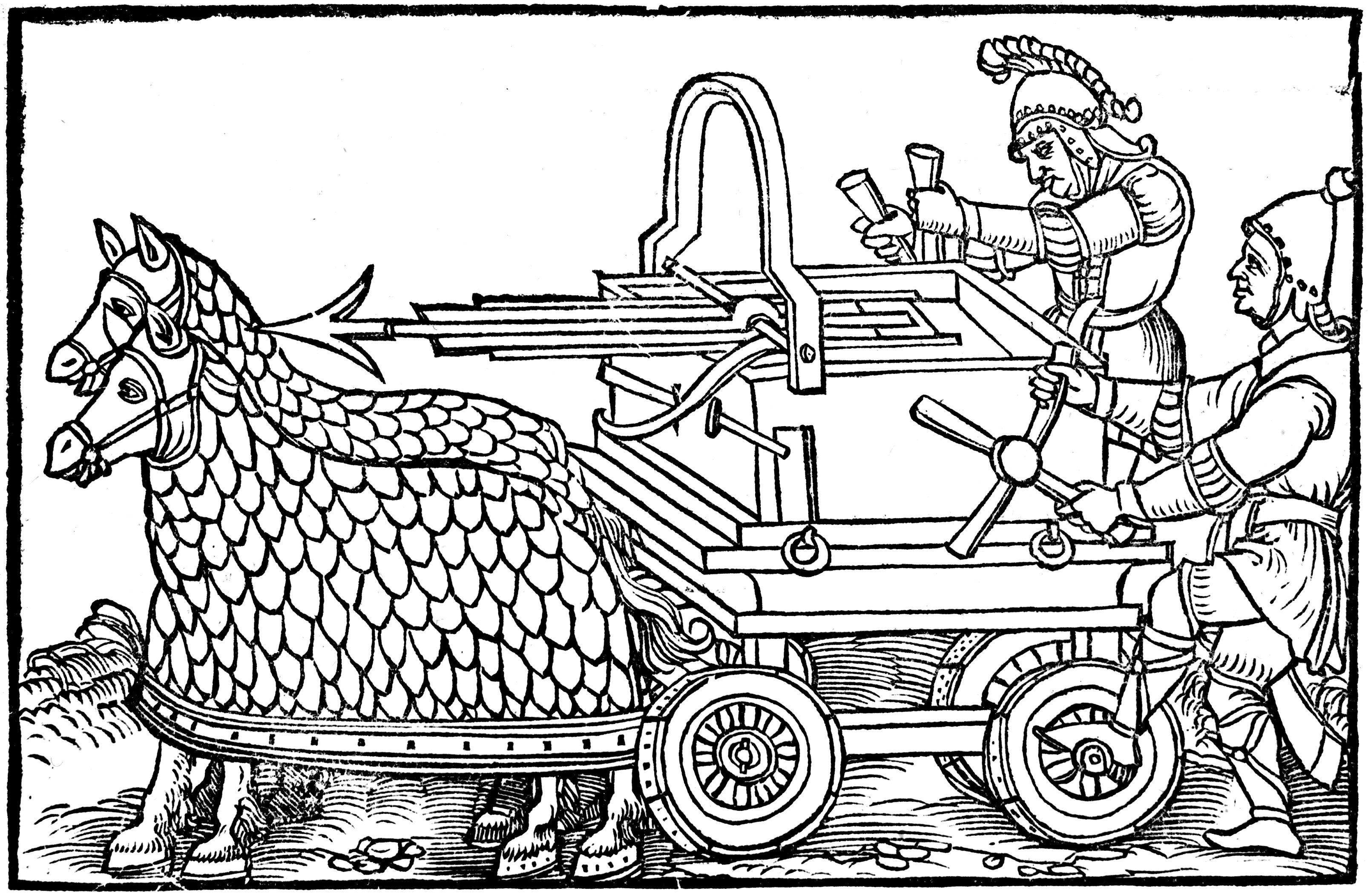
Una ballesta de quatre rodes, tirada per catafractas cuirassades (cap al 400)

Les armes de l'antiguitat oferien nombrosos avantatges sobre els seus precedents prehistòrics, amb millores significatives quant als seus materials i tècniques d'ús, així com per la seva major durabilitat. L'aprenentatge de la fusió dels metalls convertí els ferrers en figures molt importants en totes les comunitats humanes, i part dels seus atributs màgics es devien a la revolució tecnològica que representaven les espases de ferro, els escuts i l'armadura personal. D'aqueix refinament tècnic es va seguir un major refinament tàctic, de manera que van començar a dissenyar armes per a fins específics, com l'alabarda o el casc. La difusió de la roda i l'equitació, paral·leles al desenvolupament metal·lúrgic, forjà la primera unitat militar composta, el carro de guerra. La invenció se situa al voltant del segle xx aC i va tenir el seu clímax al voltant del segle xiii aC, com va succeir en la batalla de Qadesh. La formació d'unitats muntades en aqueixa època va suposar la creació d'un paradigma militar, la cavalleria, que existiria fins ben entrat el segle xx.

### Armes de les edats Mitjana i Moderna

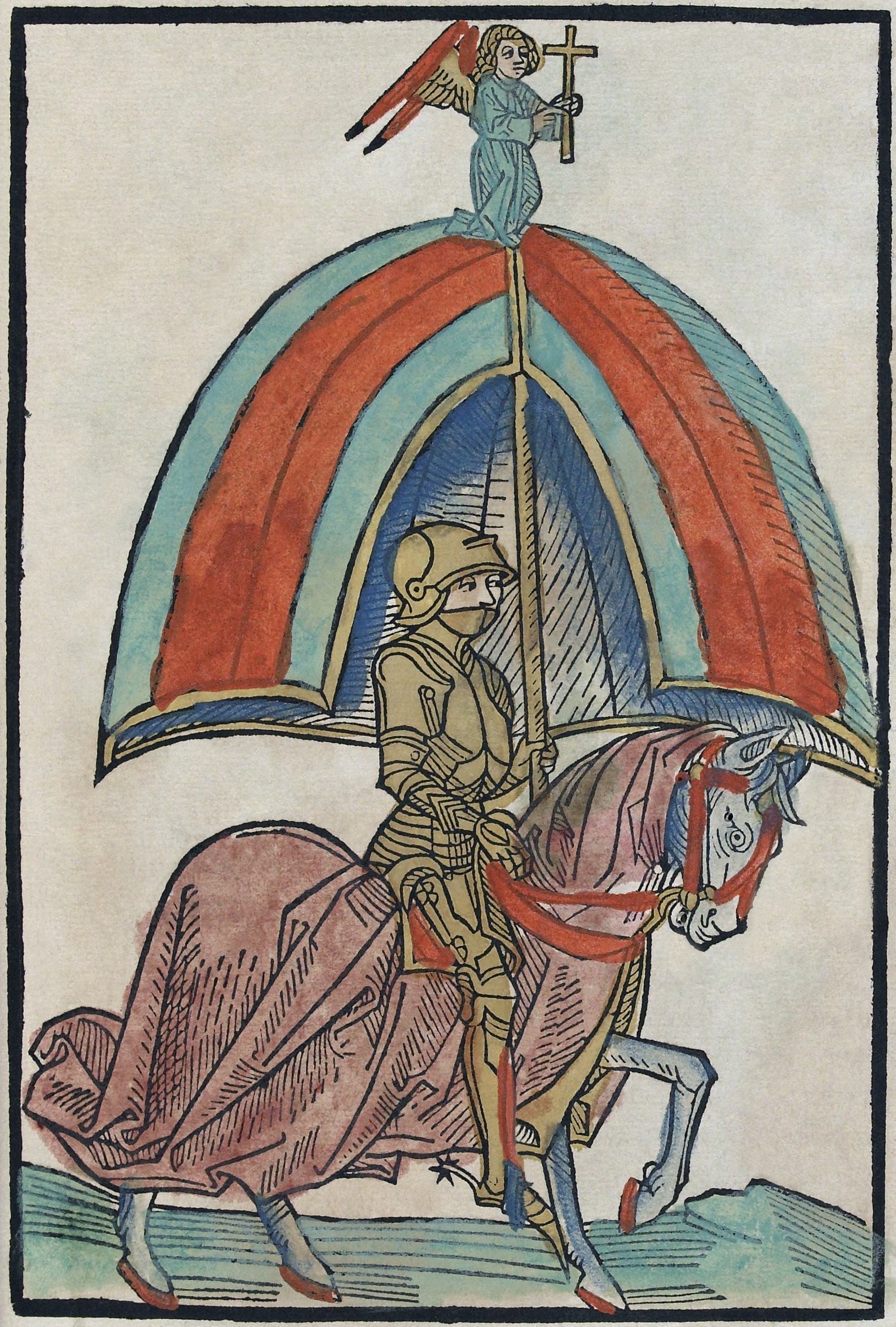
Un cavaller amb armadura, il·lustració d'un llibre alemany publicat el 1483

El cap de l'antiguitat a Europa, definit pel Gran Cisma i la difusió de la societat feudal, vi aparellat a una nova revolució en els armaments: D'una banda, mitjançant l'edificació de grans edificacions defensives, i per altra, amb el perfeccionament d'armes de setge. La cavalleria adquireix un valor d'estatus social. La noblesa s'identifica amb la força militar-el cavaller feudal-, i ocupa al costat de la monarquia i el clergat la posició dominant en l'estricta jerarquia feudal. Aquest model sociocultural, que va perviure durant segles, va a canviar fins a propiciar l'anomenat Renaixement, definit també per l'aparició de la pólvora, que va plantejar un paradigma completament nou en l'estratègia militar.
La pólvora va ésser introduïda a Europa d'Orient vora l'any 1200, va marcar l'inici d'una nova revolució bèl·lica. Durant el Renaixement es van perfeccionant armes com la bombarda, la colobrina o l'espingarda. La guerra adquireix un caràcter completament nou, sorgint en conseqüència nous tipus de vaixells, com el galiot o el bergantí. El progressiu refinament d'aquestes armes de setge redundaran en l'aparició d'armes de foc d'ús personal, un element clau per als conqueridors espanyols cap a l'era dels descobriments. Aquesta tecnologia va afectar decisivament la història del món a nivell intercontinental.
Les armes de foc suposaven un salt qualitatiu, perquè l'energia era emmagatzemada en un material explosiu, denominat propel·lent, com la pólvora, en lloc de dependre d'un pes o un moviment provocat per l'usuari. Aquesta energia s'allibera a més velocitat, i el dispositiu pot ésser reutilitzat sense fatiga del material ni del portador, en un lapse de temps relativament breu. Les armes de foc es van convertir en un factor imprescindible per a la formació dels grans imperis del segle xvii, i van ésser objecte de nombrosos estudis destinats a millorar tant el seu abast com la seva potència, precisió o velocitat de recàrrega. Des de la Guerra d'Independència dels Estats Units fins als principis del segle xx, les armes de combat cos a cos van ésser finalment rebutjades del camp de combat, a causa del poc rang de les mateixes i el seu difícil ús dins d'aquest rang. A vegades esmentada com a l'era del rifle, aquest període es va caracteritzar pel desenvolupament d'armes de foc per a la infanteria i de canons per al suport de les tropes, així com l'inici de l'automatització de les armes. A Amèrica del Nord, la població índia es va veure desplaçada dels seus assentaments ancestrals després d'haver estat convençuts, primer per les armes i després per la diplomàcia, de la conveniència de traslladar-se a una reserva índia. Més endavant, durant la Guerra Civil, neix el primer cuirassat i la primera metralladora als Estats Units. D'altra banda, l'ús de la màquina de vapor va substituir la navegació a vela que havia estat, des de l'antiguitat, la força motriu per excel·lència de qualsevol embarcació. A grans línies, aquest context és el dominant-amb notables variacions segons país en la major part d'exèrcits moderns del segle xix.

### Armes delseglexx

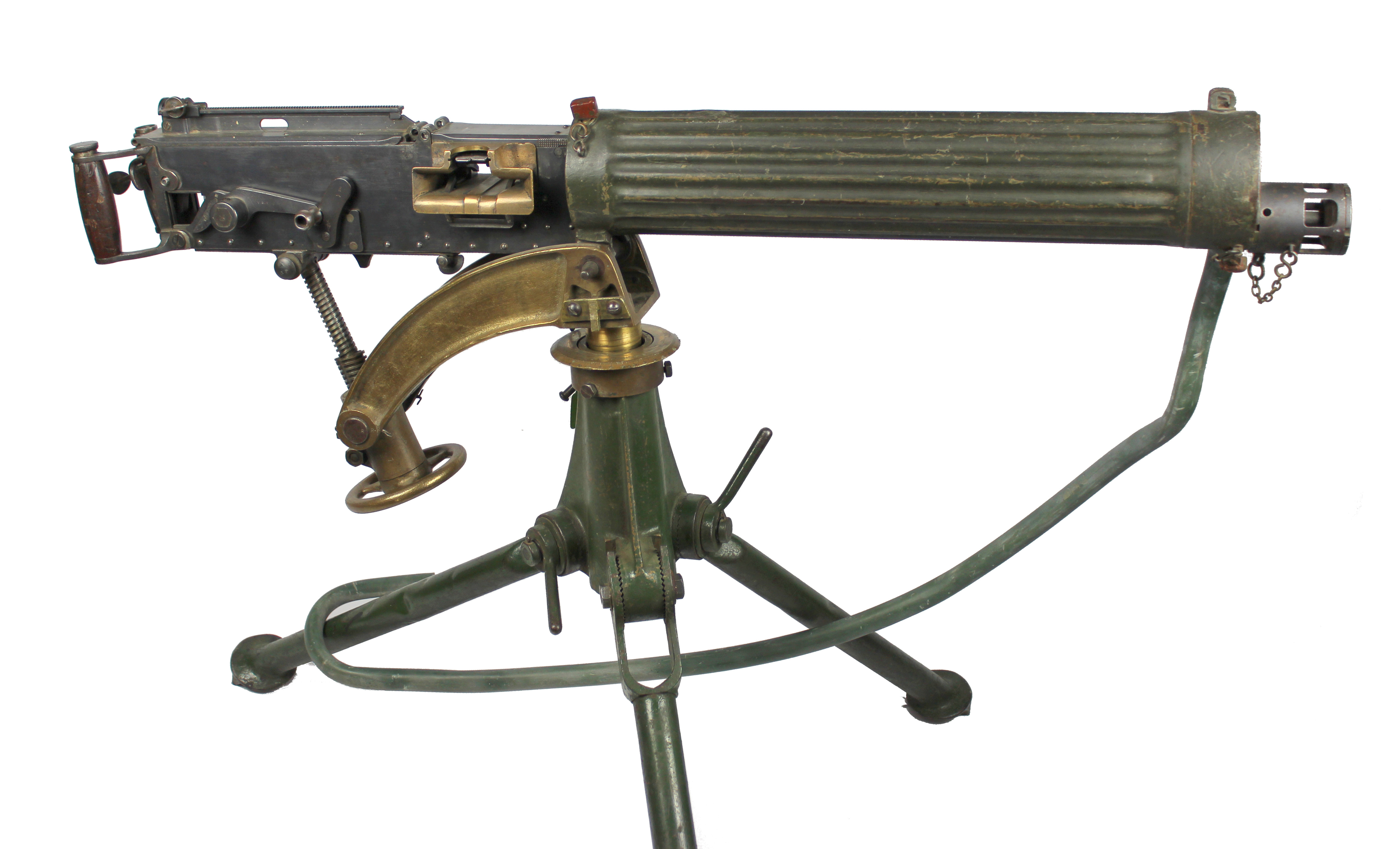
Metralladora Vickers de 303 polzades

El ritme de les millores en tecnologia bèl·lica es va veure multiplicar durant els grans conflictes bèl·lics del segle xx. Durant la Primera Guerra Mundial va produir la fi de l'era de les armes de tall, i la consagració de la infanteria i l'artilleria com a armes essencials. Nous tipus d'arma, com el canó howitzer, eren capaces de destruir qualsevol tipus de construcció. L'avió, amb una dècada de vida, també va passar a formar part dels exèrcits moderns, i va ésser protagonista de molts camps de batalla, al costat de les noves armes dissenyades i les unitats blindades que substitueixen a la cavalleria com a unitat autopropulsada. Al mar, apareixen els submarins. Com a característica del conflicte entre societats industrialitzades, l'escalada d'armament, que consisteix a reproduir i contrarestar qualsevol avançada de l'enemic, va portar a la industrialització de la màquina de guerra, provocant una quantitat de baixes abans impensables.
La metralladora Maxim i la seva derivada, la Vickers (foto), va romandre durant setanta-nou anys en servei en l'exèrcit britànic.
La Segona Guerra Mundial va extreure de l'experiència de la guerra de trinxeres i el seu aprenentatge: a les noves armes corresponen noves tàctiques bèl·liques, com la Blitzkrieg, la guerra llampec que causaran l'eventual derrota de potències militars com França, aferrades a una concepció de la guerra passada. Durant els 6 anys de guerra següents es produirà una vertiginosa competició tecnològica, que no només afectarà a les tres armes de l'exèrcit sinó que tindrà com a objectiu la població civil: D'una banda, mitjançant propaganda, i la corresponent contrapropaganda de l'enemic; d'un altre, organitzant bombardejos massius sobre grans concentracions urbanes, destinats no tant a causar un dany a l'exèrcit enemic com a paralitzar per saturació les vies de transport. Les altes temperatures assolides, i el desplaçament de masses d'aire calent i flames té greus conseqüències, atès que provocava les anomenades "tempestes de foc", que van esborrar ciutats senceres del mapa en qüestió de pocs dies. L'avió es diversifica en tasques de caces i bombarders, i s'equipa de noves tecnologies com el napalm, el radar i la propulsió amb coets) que multipliquen el seu valor com a arma bèl·lica. La Marina de guerra de tots els països inclou submarins, i cap a 1945 els alemanys desenvolupen submarins avançats. El conflicte conclou amb l'ús de les armes més poderoses mai utilitzades en una guerra: les bombes atòmiques Fat Man, i Little Boy.

### L'armament després de la Segona Guerra Mundial

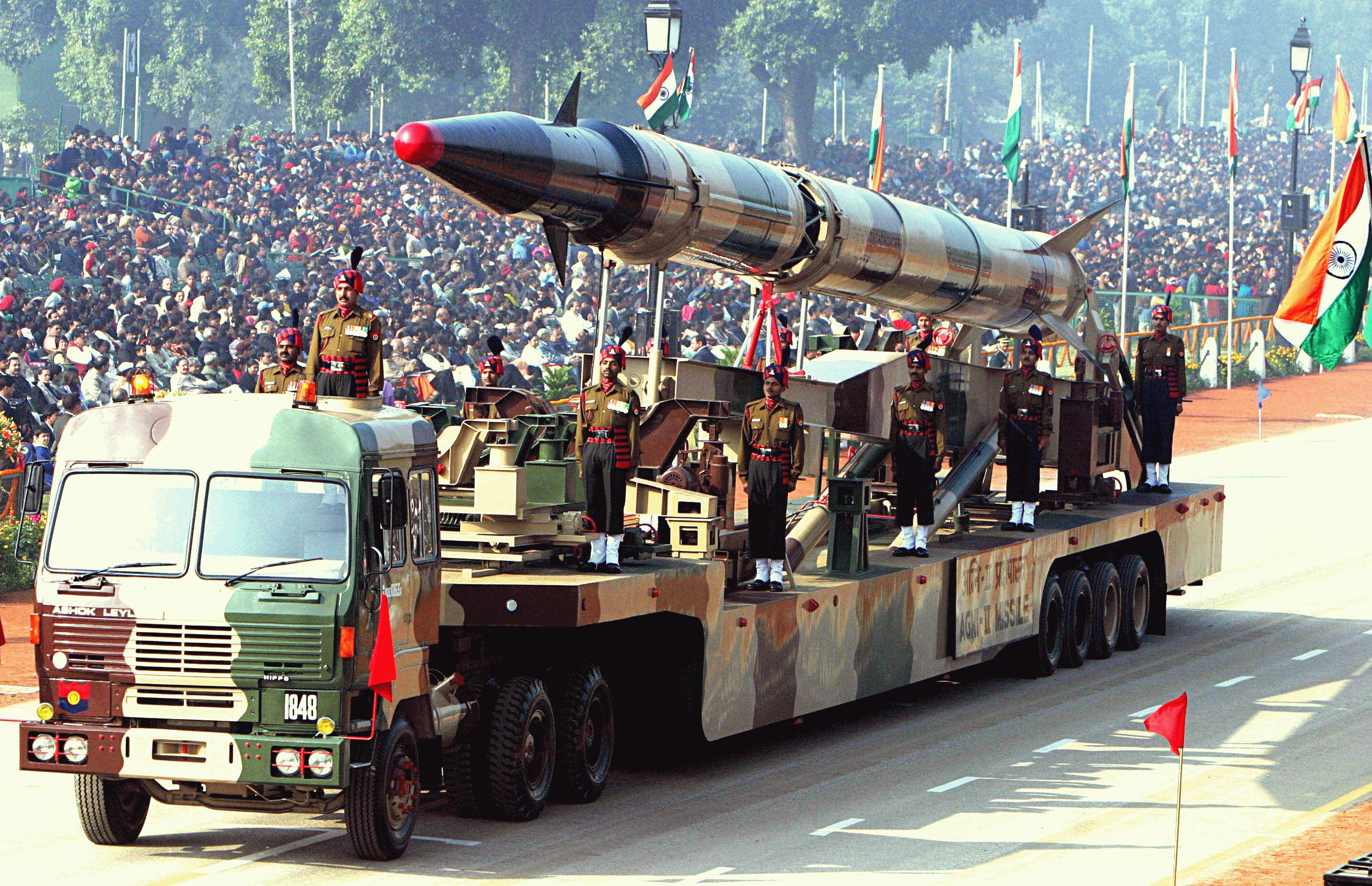
L'Agni, un míssil balístic

Després de la Segona Guerra Mundial, amb l'adveniment de la guerra freda, es va institucionalitzar el constant desenvolupament de noves armes, i les grans superpotències es van implicar en una escalada tecnològica per a desenvolupar armes i contra-armes. Aquest estat de situació armamentística continua fins a l'actualitat, i ha estat l'origen de múltiples friccions per a molts països. Un dels aspectes més notables de l'armament desenvolupat després de la Segona Guerra Mundial ha estat la combinació d'armes nuclears amb míssils balístics, que va conduir a la creació de l'arma més poderosa que existeix en l'actualitat: el míssil balístic intercontinental. La "Guerra Freda" també va conduir a la creació d'armes com la bomba atòmica, que enfrontava els seus posseïdors Estats Units i la Unió Soviètica-com potències bèl·liques amb potencial suficient per a destruir tota civilització humana: De fet, cap d'aquestes potències desitjava iniciar un conflicte que sabria que només pot deixar-los amb l'aniquilació pròpia, segons l'anomenada doctrina de la "garantia de destrucció recíproca". La naturalesa indiscriminada d'aquestes armes ha fet que els míssils nuclears de menor escala es considerin relativament inútils. L'alternativa en els camps de batalla convencionals va arribar gràcies a l'aplicació de tecnologia informàtica, munició d'alta precisió-també anomenada "bomba intel·ligent" - i tecnologia furtiva, ja habituals en diversos tipus d'avions de guerra.

### La fi de la Guerra Freda i el context actual
Durant la dècada dels anys 1970, les relacions polítiques viuen la distensió, «com van demostrar els Acords SALT [sigla en anglès de les Converses per a la Limitació d'Armes Estratègiques], en els quals les dues superpotències van establir un límit a la quantitat de míssils ICBM i míssils estratègics amb capacitat nuclear», indica The Encyclopædia Britannica. Des de 1989, la Guerra Freda va arribar a poc a poc a la seva fi. «La fi de la Guerra Freda va alimentar les esperances de veure el final de la cursa d'armament nuclear que per tant de temps havia enfrontat als Estats Units i la Unió Soviètica», assenyala un informe del Fons Carnegie per a la Pau Internacional. Les negociacions sobre el desarmament i control nuclear han conduït al desmantellament de centenars d'arsenals nuclears en els darrers anys.
El 31 de juliol de 1991, la Unió Soviètica i els Estats Units van signar el Tractat de Reducció d'Armes Estratègiques Tractat (START I), que va obligar aquestes dues superpotències nuclears no tan sols a limitar, sinó a reduir per primera vegada en la història el nombre d'ogives estratègiques fins a acabar amb 6.000 unitats per bàndol. El 2001, ambdós estats van assegurar haver complit els termes de l'acord. A més, el 2002 es va signar el Tractat de Moscou, que obliga a seguir amb la reducció de l'arsenal durant els següents deu anys fins a arribar a una quantitat d'entre 1.700 i 2.200 unitats. La capacitat de preparar, maniobrar i atacar abans que l'enemic pugui respondre a l'amenaça s'ha provat com un avantatge decisiu, i el seu ús s'ha difós entre totes les branques de l'exèrcit. Així, l'ús de tecnologia furtiva ja esmentada, s'afegeix l'equipament de visió nocturna desenvolupat per unitats operatives en condicions de poca o cap visibilitat. Les tasques de vigilància, d'especial risc, s'han encomanat a vehicles no tripulats, que poden autodestruir en cas d'una eventual detecció.
La coordinació de les forces ha estat un altre dels eixos de la doctrina de guerra contemporània, i així s'ha reflectit amb la introducció de sistemes de criptologia i nous dispositius de comunicacions, així com sistemes d'intercepció d'informació enemiga. La disrupció de la infraestructura enemiga, la seva xarxa d'intel·ligència i les seves comunicacions ha de passar pel caràcter altament informatitzat dels seus equips, per la qual cosa ja ha començat a parlar de la guerra digital com una nova arma capaç de paralitzar equips, enviar ordres confuses o simplement sabotejar estructures de l'enemic. La cursa espacial, sorgida com un episodi dins de la carrera armamentística, ha donat peu a plantejar una hipotètica guerra espacial que utilitzaria satèl·lits no només com a mitjà de comunicació o satèl·lit espies, sinó com a armes efectives contra la superfície.
Segons dades del 2001, hi havia al món 500 milions d'armes lleugeres, responsables del 90% de les víctimes, majoritàriament civils. Els països del G-9 són responsables del 84% de l'exportació mundial d'armes, per aquest ordre: Estats Units, Regne Unit, França, Rússia i Alemanya. Els principals exportadors d'armes lleugeres són Estats Units, Itàlia i Alemanya. Les armes lleugeres són les responsables de la mort de 500.000 persones cada any. Els vuit països més rics del món inverteixen deu vegades més en la indústria armamentística que en l'ajuda al desenvolupament.

## Armes defensives i armes ofensives
Una de les classificacions possibles de les armes (potser la més general) és la que considera les seves funcions ofensives o defensives.
En el cas d'armes personals, les armes ofensives tradicionals (llança, espasa, daga, fletxa,...) són contraposades per armes defensives que intenten contrarestar-les (elm, escut, gorgera, armadura,...). Des de l'aparició de la pólvora les armes ofensives agafen protagonisme i superen les armes defensives.

## Legislació espanyola
El Codi Penal espanyol estableix que les persones poden tindre armes. La tinença de pistoles requereix el permís per part de la Direcció General de la Guàrdia Civil havent demostrat que la necessita.